# Nacer Khemir
Nacer Khemir, född 1 april 1948 i Korba, är en tunisisk författare och filmregissör. Han är främst känd för sin film El Haimoune från 1984. Bruno Molls dokumentär Die Tunisreise (2007) handlar bland annat om Nacer Khemir.

## Filmografi (regi)
- 1975: L'Histoire du pays du Bon Dieu
- 1984: El Haimoune
- 1991: Le Collier perdu de la colombe
- 2005: Bab'Aziz, le prince qui contemplait son âme
- 2011: Shéhérazade
- 2014: Looking for Muhyiddin
- 2016: Whispering Sands

## Utmärkelser
- Montgolfière d’or vid Festival des trois continents, Nantes (1984)
- Prix de la première œuvre vid Journées cinématographiques de Carthage (1984)
- Prix de la meilleure image vid Festival panafricain du cinéma et de la télévision de Ouagadougou (1985)
- Palme d’or och premier prix de la critique vid Mostra de Valence du cinéma méditerranéen (1985)
- Prix Henri-Langlois (2007)